# Енес Махмутович
Енес Махмутович (люксемб. Enes Mahmutovic, нар. 22 травня 1997, Печ) — люксембурзький футболіст, центральний захисник «Львова» і національної збірної Люксембургу.

## Клубна кар'єра
У дорослому футболі дебютував 2014 року виступами за команду люксембурзького клубу «Фола», в якій провів три сезони, взявши участь у 25 матчах чемпіонату.
Своєю грою за цю команду привернув увагу представників тренерського штабу англійського «Мідлсбро», до складу якого приєднався 2017 року, підписавши трирічний контракт. 4 серпня 2018 року дебютував в офіційних іграх за «річників» у матчі 1-го раунду Кубка Ліги проти «Ноттс Каунті» (3:3), в якому відзначився забитим м'ячем. Втім пробитися до основної команди клубу з Мідлсбро не зміг і 30 серпня 2018 року був відданий в оренду до «Йовіл Тауна», клубу четвертого за силою англійського дивізіону. Дебютував 22 вересня в домашньому матчі проти «Свіндон Таун» (0:3). 1 січня 2019 року достроково повернувся в «Мідлсбро» через малу кількість ігрового часу.
1 липня 2019 року на правах річної оренди перейшов до клубу другого за рівнем дивізіону Нідерландів «МВВ Маастрихт». Дебютував 16 серпня в матчі 2-го туру проти клубу «Де Графсхап» (0:3) і загалом провів 16 матчів за сезон. По завершенні оренди, 28 червня 2020 року, покинув «Мідлсбро» по завершенню контракту.
23 серпня 2020 року підписав дворічний контракт зі «Львовом».

## Виступи за збірні
Народжений у СР Югославія гравець, що переїхав з батьками до Люксембургу в юному віці, крім Люксембургу мав право захищати на рівні збірних кольори Косова, Сербії або Чорногорії, але зробив свій вибір на користь нової батьківщини.
2016 року залучався до складу молодіжної збірної Люксембургу. На молодіжному рівні зіграв у 3 офіційних матчах.
13 листопада 2016 року дебютував в офіційних матчах у складі національної збірної Люксембургу, відігравши всі 90 хвилин у матчі відбору на чемпіонат світу 2018 року проти збірної Нідерландів (1:3).

## Досягнення
- Чемпіон Люксембургу: 2014/15